# برن استارک
براندن استارک، ملقب به برَن، شخصیتی داستانی ایجادشده توسط نویسنده آمریکایی جرج آر. آر. مارتین در سری رمان‌های ترانه یخ و آتش و اقتباس تلویزیونی آن بازی تاج‌وتخت با نقش‌آفرینی ایزاک همپستد رایت است. وی فرزند چهارم لرد ند استارک و همسرش بانوی کتلین استارک است. برن در اوایل سریال توسط یکی از افراد مهم سلطنتی  از بالای برج به زمین انداخته می‌شود، او از مرگ نجات پیدا می‌کند اما به‌صورت دائم فلج می‌شود.
در ادامه برن استارک در یک سفر طولانی و خطرناک در قالب زاغ سه چشم که با تغییر حالت چشم در قالب کلاغ سه چشم با توانایی پرواز در هر مکان و دیدن وقایع در لحظه و همینطور توانایی ورود به گذشته و دیدن وقایع اتفاق افتاده در هر مکان را نیز دارد، و در نتیجه از تمامی وقایع مهم در لحظه حال و در گذشته مطلع است. وی به بالاترین توانایی در بین انسان‌ها دست پیدا می‌کند و همین باعث به سلطنت رسیدن و پادشاه ‌‌شدن او می‌شود.

## توضیحات شخصیت
برَن استارک پسر دوم و چهارمین فرزند ادارد و کتلین استارک است. او پس از درگذشت عمویش، براندن به این اسم نام‌گذاری شد. گرگ او «سامر» (تابستان) نام دارد. در طول بازدید شاه رابرت براتیون از وینترفل، او به شکل اتفاقی وارد جایی می‌شود که در آن ملکه سرسی و برادرش جیمی لنیستر در حال معاشقه و نزدیکی جنسی هستند. به همین دلیل برَن توسط جیمی از پنجره به پایین پرت می‌شود.
پاهای برن به دلیل افتادن از ارتفاع زیاد برای همیشه فلج می‌شوند. پس از مدتی شخصی برای کشتن برن تلاش می‌کند، اما سامر، گرگ دست‌آموز همراه برَن، به کمک مادرش کتلین آمده و قاتل را می‌کشد. هنگامی که برن به هوش می‌آید متوجه می‌شود که از کمر به پایین فلج شده‌است و مجبور است همراه «هودور» (مستخدم آن‌ها) جابه‌جا گردد.
او نمی‌تواند اتفاقی که موجب پرت شدنش شد را پس از به هوش آمدن به یاد بیاورد. وی کم‌کم متوجه می‌شود که توانایی دریافت ارتباط با ذهن گرگش را به دست آورده و یک وارگ یا اسکین‌چِنجر شده‌است (وارگ شخصی است که توانایی ورود به ذهن یک حیوان را دارد و می‌تواند اعمال آن حیوان را کنترل کند).
پس از تاج‌گذاری برادرش راب در شمال، برن به‌عنوان جانشین او و فرماندهٔ وینترفل می‌شود. پس از اینکه «تیون گریجوی» وینترفل را تصرف می‌کند برن پنهان می‌شود. تیون برای محکم کردن ادعای خود بر وینترفل دو پسر یتیم را می‌کشد و به مردم وینترفل اعلام می‌کند که برن و برادر کوچک‌ترش ریکان را کشته‌است. پس از اینکه اطرافیان تیون به او خیانت می‌کنند و وینترفل غارت می‌شود، برن، هودور، ریکن، اوشا و گرگ‌هایشان به سمت شمال می‌روند تا برادر ناتنی بزرگترشان، جان اسنو را پیدا کنند.
در قسمت آخر سریال برن استارک به‌عنوان پادشاه وستروس انتخاب می‌شود و تمام لردهای هفت پادشاهی به غیر از. خواهرش سانسا که از این پس ملکه شمال است. به وی سوگند وفاداری می‌خورند او تیریون لنیستر را برخلاف میل خودش به‌عنوان مشاور و دست خود انتخاب می‌کند؛ و پسر عمه‌اش جان اسنو یا ایگان تارگارین را به شمال می‌فرستد تا همراه با مردم آزاد در آنسوی دیواری که دیگر مرز بین سرزمین‌ها نیست بقیه زندگی‌اش را سپری کند.